# Arena (zespół muzyczny)
Arena – brytyjski zespół wykonujący rock progresywny, założony w 1995 przez Clive’a Nolana i Micka Pointera.

## Historia grupy
Formacja została założona przez Clive’a Nolana i Micka Pointera w 1995 roku. Pierwszy skład zespołu dopełnili Cliff Orsi, John Carson i Keith More. Już ich debiutancka płyta zatytułowana „Songs From The Lion’s Cage” odniosła spory sukces. To właśnie z tego albumu pochodzą takie klasyki jak „Jerycho”, „Solomon” czy „Crying for help IV”. Typowe dla tej płyty są krótkie instrumentalne interludia oddzielające od siebie utwory nieinstrumentalne. Arena powtórzy tę formę także na kolejnej płycie.
Tuż po debiucie z grupy odchodzi wokalista John Garson i basista Cliff Orsi. Ich miejsce zajmują: Paul Wrightson (wokal) i John Jowitt (bas). W 1997 roku ponownie dochodzi do zmiany w składzie. Miejsce Keitha More’a zajmuje John Mitchell. Już w nowym składzie nagrana zostaje EP-ka „The Cry”. W tym samym roku ukazuje się pierwsza koncertowa płyta „Welcome to the Stage” oddająca atmosferę panującą na scenie podczas występów Areny. Rok później wychodzi album „The Visitor”. Pomysł na płytę zrodził się w głowie Clive’a. Składa się z krótkich utworów układających się w jedną spójną historię. Muzykę dopełnia grafika Hugh Syme’a, która pozwala wczuć się w klimat albumu. „The Visitor” zebrał pozytywne recenzje i zaowocował udaną trasą koncertową.
Rok 1999 jest dla Areny rokiem wytchnienia. Muzycy angażują się w inne projekty, a jedynym znaczącym wydarzeniem jest odejście Paula Wrightsona i Johna Jowitta. Miejsce tego pierwszego zajmuje Rob Sowden, który miał przed sobą trudne zadanie zastąpienia wokalisty. Jowitta zastępuje Ian Salmon, dobrze znany basista progresywny, występujący w innej formacji Nolana – Shadowland. „Immortal” z 2000 roku to pierwszy oficjalny album w nowym składzie. Zawiera częściowo akustyczne ballady („Friday’s Dream”) jak i epickie utwory („Moviedrome”).
Kolejna trasa koncertowa owocuje albumem „Breakfast In Biarritz” (2001). W tym samym czasie ukazuje się płyta fan clubu „Unlocking The Cage 1995-2000” zawierająca bardzo bogaty materiał z działalności grupy. W międzyczasie Arena zaczyna pracę nad nowym albumem „Contagion”. Ze względu na sprawy niezależne od zespołu, premiera zostaje przesunięta i ostatecznie płyta ujrzała światło dzienne dopiero w 2003 roku. To kolejny album zbudowany wokół konceptu – opowiadania napisanego przez Nolana snującego mroczną wizję przyszłości. Pierwszy raz w historii zespołu Arena zapewnia sobie miejsce na listach przebojów w Niemczech i Holandii.
W 2003 roku pojawia się pierwsze DVD zespołu „Caught In The Act”, zarejestrowane w Polsce w krakowskim studio na Krzemionkach. Podwójne wydawnictwo CD+DVD „Live & Life” ma premierę w 2004 roku, a rok później wydany zostaje siódmy studyjny album „Pepper’s Ghost”. Materiał na płycie to opowieść o dziewiętnastowiecznych, londyńskich bohaterach, którzy zwalczają zbrodnie i ostatecznie pokonują demona. Do piątki śmiałków należą: egzorcysta, ninja, naukowiec podróżujący w czasie, hrabia i kowboj. Cała historia opowiedziana jest w książeczce dołączonej do płyty. W 2006 roku premierę ma drugie wydawnictwo DVD. „Smoke & Mirrors” to przekrojowy materiał zarejestrowany podczas koncertu w katowickim Teatrze im. St. Wyspiańskiego we wrześniu 2005.

## Skład zespołu

### Obecni członkowie
- Damian Wilson – wokal
- Clive Nolan – keyboard, dodatkowy wokal
- Mick Pointer – perkusja, dodatkowy wokal
- John Mitchell – gitara
- Kylan Amos – gitara basowa

### Byli członkowie
- John Jowitt – Gitara basowa, dodatkowy wokal
- Cliff Orsi – Gitara basowa
- Keith More – Gitara, dodatkowy wokal
- John Carson – Wokal
- Paul Wrightson -Wokal
- Rob Sowden -Wokal
- Paul Manzi - Wokal
- Ian Salmon – Gitara basowa

## Dyskografia

### Albumy
1. Songs from the Lion’s Cage (1995)
2. Pride (1996)
3. The Cry (1997) (includes reworked material from first 2 albums)
4. Welcome to the Stage (1997) (live)
5. The Visitor (1998)
6. Immortal? (2000)
7. Breakfast in Biarritz (2001) (live)
8. Contagion (2003)
9. Contagious (EP, 2003)
10. Contagium (EP, 2003)
11. Radiance (2003) – Akustyczna wersja utworów z Contagion
12. Live & Life (2004) (Podwójne CD + DVD koncertowe)
13. Pepper’s Ghost (2005)
14. Ten Years On (2006)
15. The Seventh Degree Of Separation (2011)
16. The Unquiet Sky (2015)
17. Double vision (2018)
18. The theory of molecular inheritance (2022)

### Teledyski
1. Caught In The Act (2003)
2. Smoke & Mirrors (2006)

## Koncerty w Polsce[1]
- 04.10.1996 – Klub Stodoła, Warszawa
- 05.10.1996 – Kinoteatr Związkowiec, Kraków
- 26.10.1999 – Amfiteatr PTK, Kraków
- 27.10.1999 – Klub Kuźnia, Bydgoszcz
- 11.04.2003 – Studio TVP Krzemionki, Kraków
- 12.04.2003 – Klub Proxima, Warszawa
- 14.04.2003 – Teatr Śląski, Katowice
- 02.12.2003 – Blue Note, Poznań
- 22.09.2005 – Teatr Śląski, Katowice
- 26.09.2005 – Klub Proxima, Warszawa
- 07.11.2011 – Firlej, Wrocław
- 08.11.2011 – Progresja, Warszawa
- 09.11.2011 – Blue Note, Poznań
- 10.11.2011 – Teatr Śląski, Katowice
- 09.04.2015 – Kinoteatr Rialto, Katowice
- 10.04.2015 – Klub Proxima, Warszawa
- 11.04.2015 – Blue Note, Poznań
- 12.10.2022 - Ośrodek Kultury Andaluzja, Piekary Śląskie
- 13.10.2022 - Klub u Bazyla, Poznań